# Tuceapî, Sneatîn
Tuceapî (în ucraineană Тучапи) este o comună în raionul Sneatîn, regiunea Ivano-Frankivsk, Ucraina, formată numai din satul de reședință.

## Demografie
Componența lingvistică a comunei Tuceapî
     Ucraineană (100%)
Conform recensământului din 2001, toată populația comunei Tuceapî era vorbitoare de ucraineană (100%).